# フィッシングマスター 釣神2
フィッシングマスター 釣神2（フィッシングマスター つりがみツー）は2002年7月12日に発売されたケイエスエス製作のオリジナルビデオ。釣神 フィッシュマスター1の続編である。

## キャスト
- 本宮泰風
- 福田佳弘
- 横須賀まりこ
- 嘉門洋子
- チューヤン
- ふじのほのか
- 力也
- ミッキー・カーチス

## スタッフ
- 制作:仁平幸男
- 脚本：これやす弥生、大月英治
- 企画:川上幸雄
- 撮影:今井裕二